# Torsten Husén
Torsten Husén (Lund, 1916. március 1. - Stockholm, 2009. július 2.) svéd pedagógus, egyetemi tanár.

## Életpályája

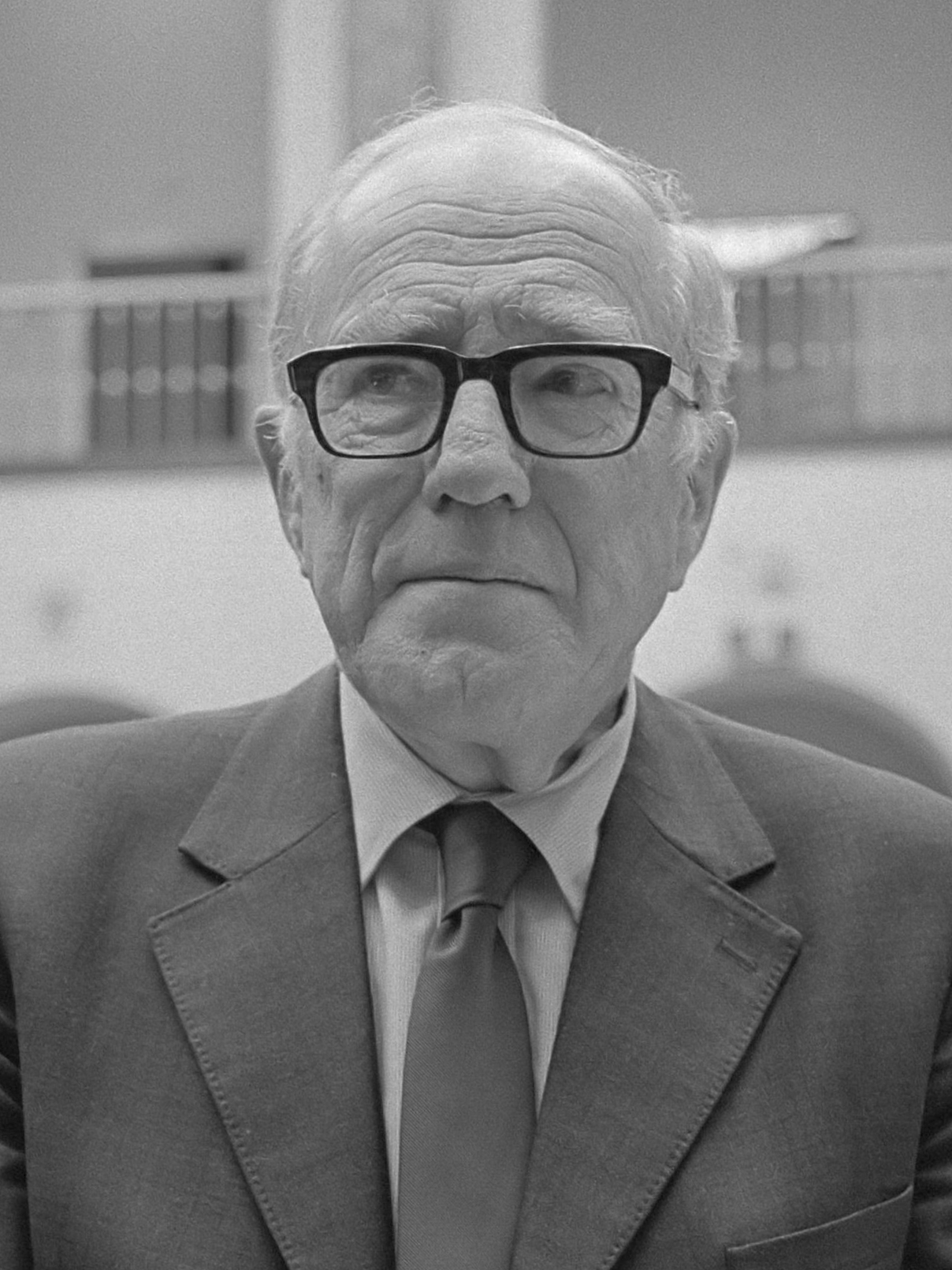
Torsten Husén 1982-ben

Tanulmányait a lundi egyetemen végezte. Asszisztens volt a Lund Egyetem Pszichológiai Tanszékén 1938-tól 1943-ig. 1944-ben fejlődéslélektanból szerzett doktori fokozatot. 1947-ben a stockholmi egyetem docense, majd 1953-ban tanszékvezető egyetemi tanár lett. 1956-tól az ő javaslatára létesített  egységes pedagógiai főiskola neveléstudományi intézetének volt az igazgatója.
A stockholmi egyetemen az Institute for the Study of International Problems in Education igazgatója.

## Magyarul megjelent műve
Iskola az ezredfordulón. Válogatott tanulmányok. Bevezette Kozma Tamáa, ford. Báthory Zoltán. Budapest, 1972.